# ヴァリアント (原子力潜水艦)
|          | |
| 艦歴     | |
| 発注     | 1960年8月31日 |
| 起工     | 1962年1月22日 |
| 進水     | 1963年12月3日 |
| 就役     | 1966年7月18日 |
| 退役     | 1994年8月12日 |
| その後   | デヴォンポート海軍基地にて係留中 |
| 除籍     | |
| 性能諸元 | |
| 排水量   | 水上 4,300トン 水中 4,800トン |
| 全長     | 86.9m |
| 全幅     | 10.1m |
| 吃水     | 8.2m |
| 機関     | ロールス・ロイスPWR1型加圧水型原子炉 1基 イングリッシュ・エレクトリック蒸気タービン 2基 パックスマン ディーゼル・エレクトリック発電機 1基 1軸推進 15000 hp (11 MW) |
| 最大速   | 水中 28ノット 水上 20ノット |
| 潜行深度 | |
| 乗員     | 116名 |
| 兵装     | 21インチ魚雷発射管 6門 スピアフィッシュ Mk 24 タイガーフィッシュ魚雷 ハープーン UGM-84B トマホーク block III                                                       |
| 探索装置 | 2001型ソナー (探信/受聴) 2007型ソナー (受聴) 197型ソナー (音響要撃受信機) 1006型レーダー 攻撃/索敵潜望鏡                                                           |

ヴァリアント(HMS Valiant, S102)は、イギリス海軍の原子力潜水艦。ヴァリアント級原子力潜水艦の1番艦。この名を受け継いだ艦としては6代目にあたる。

## 艦歴
「ヴァリアント」は、1960年8月31日ヴィッカース・アームストロングに建造発注され、1962年1月22日に起工する。1963年12月3日にカーラ・ソーニクロフトによって命名、進水し、1966年7月18日に就役した。
ヴァリアントは1970年、1977年および1989年に改修が行われた。1982年にはフォークランド紛争に参加した。1994年6月に機関トラブルを生じ、1994年8月12日に任務を退いた。
ヴァリアントの船体と原子炉はプリマスのデヴォンポート海軍基地で保管されている。施設は原子炉、核燃料を長期貯蔵することができる。原子炉を安全に格納できる場合、ヴァリアントは陸揚げされ公開される予定である。